# V-Ships
V-Ships es una empresa de gestión naval, parte de V.Group Holdings Limited, que está registrada en Mónaco pero tiene su sede en Londres, Inglaterra; y tiene más de 70 oficinas en 34 países diferentes. Sus 51% de acciones mayoritarias son propiedad de la compañía de inversiones Advent International.
V Group Limited se formó en 1984 y ofrece servicios de gestión de barcos y servicios marinos relacionados con la industria del transporte marítimo mundial. Las actividades marinas centrales de V.Group son administradas por tres divisiones operativas: Administración de buques; V.Ships Ocio; y Crew Management. Otras divisiones incluyen la división de cadena de suministro de buques, la división de servicios marítimos y la división offshore. A través de sus marcas V.Ships e ITM, maneja una flota de más de 1,000 embarcaciones, una lista de tripulación de más de 26,000 y varias marcas de servicios técnicos marinos. El presidente de V.Group es Mark Redman y el presidente es Clive Richardson. 
A partir de diciembre de 2016, V.Group opera en 70 oficinas internacionales, gestionando buques comerciales, incluidos graneleros, buques cisterna, cruceros y buques off-shore. Emplea a más de 3.000 personas en tierra y más de 47.400 empleados en funciones marinas y offshore. El grupo V y el grupo Anglo Eastern Univan, con sede en Hong Kong, son las dos compañías de gestión de buques probablemente  más grandes del mundo.  
En noviembre de 2016, el grupo V. se hizo cargo de dos grandes empresas de gestión de buques: la gestión de buques de Bibby y la gestión de buques de Selandia. En diciembre de 2016, el fondo de pensiones de los trabajadores municipales de Ontario vendió el 51% de las acciones de V.Group a una compañía de inversión llamada Advent International, transfiriendo así su propiedad.